# Iwan Hereh
Iwan Dmytrowycz Hereh, ukr. Іван Дмитрович Герег, ros. Иван Дмитриевич Герег, Iwan Dmitrijewicz Gierieg (ur. 24 maja 1944 w Chuscie, Węgry; zm. 5 grudnia 2018 we wsi Konopnica, w obwodzie lwowskim, Ukraina) – ukraiński piłkarz, grający na pozycji obrońcy.

## Kariera piłkarska

### Kariera klubowa
W 1963 roku rozpoczął karierę piłkarską w amatorskim zespole Lisokombinat Chust, skąd w 1964 przeszedł do Dynama Chmielnicki. W 1968 roku został zaproszony do lwowskich Karpat, w którym zakończył karierę w roku 1976.
Po zakończeniu kariery piłkarza w latach 1977–1987 pracował na stanowisku dyrektora SDJuSzOR Karpaty Lwów.
5 grudnia 2018 zmarł w wieku 75 lat.

## Sukcesy i odznaczenia

### Sukcesy piłkarskie
Karpaty Lwów
- mistrz Pierwoj ligi ZSRR: 1970
- wicemistrz Pierwoj ligi ZSRR: 1968
- zdobywca Pucharu ZSRR: 1969

### Odznaczenia
- tytuł Mistrza Sportu ZSRR